# Хуан Пабло Анхел
Хуан Пабло Анхел Аранхо (на испански: Juan Pablo Ángel Arango) е колумбийски футболист-национал, нападател. Висок 1,85 m. Известен с играта си за английския „Астън Вила“ (Бирмингам).

## Биография
Роден е на 24 октомври 1975 г. в гр. Меделин, Колумбия. Започва професионалната си кариера в „Атлетико Насионал“ в родния Меделин. Преминава в „Ривър Плейт“ (Буенос Айрес) през 1997 г., където се утвърждава в титулярния състав.
Продаден на „Астън Вила“ на 13 януари 2001 г. за рекордните за английския клуб 9,5 млн. паунда. Голмайстор на клуба за сезон 2003/04 с 16 попадения за 33 мача, но през следващия сезон отбелязва само 7 гола.
Дебютира за представителния отбор на Колумбия през ноември 1996 г. срещу Боливия.

## Клубове
- 1993-1997: „Атлетико Насионал“ (Меделин)
- 1997-2001: „Ривър Плейт“(Буенос Айрес)
- 2001-2007: Астън Вила“ (Бирмингам)
- 2007-....: Ню Йорк Ред Булс